# La promenade Orange
Pour les articles homonymes, voir Place de la Paix.
La promenade Orange, parfois encore appelée place de la Paix, est une voie de Bouaké en Côte d’Ivoire.

## Description

### Situation et accès
La place est située dans le quartier « Air-France 2 » de Bouaké.

### Dénomination
Anciennement nommée « place de la Paix », elle devient « la promenade Orange » en 2016. 

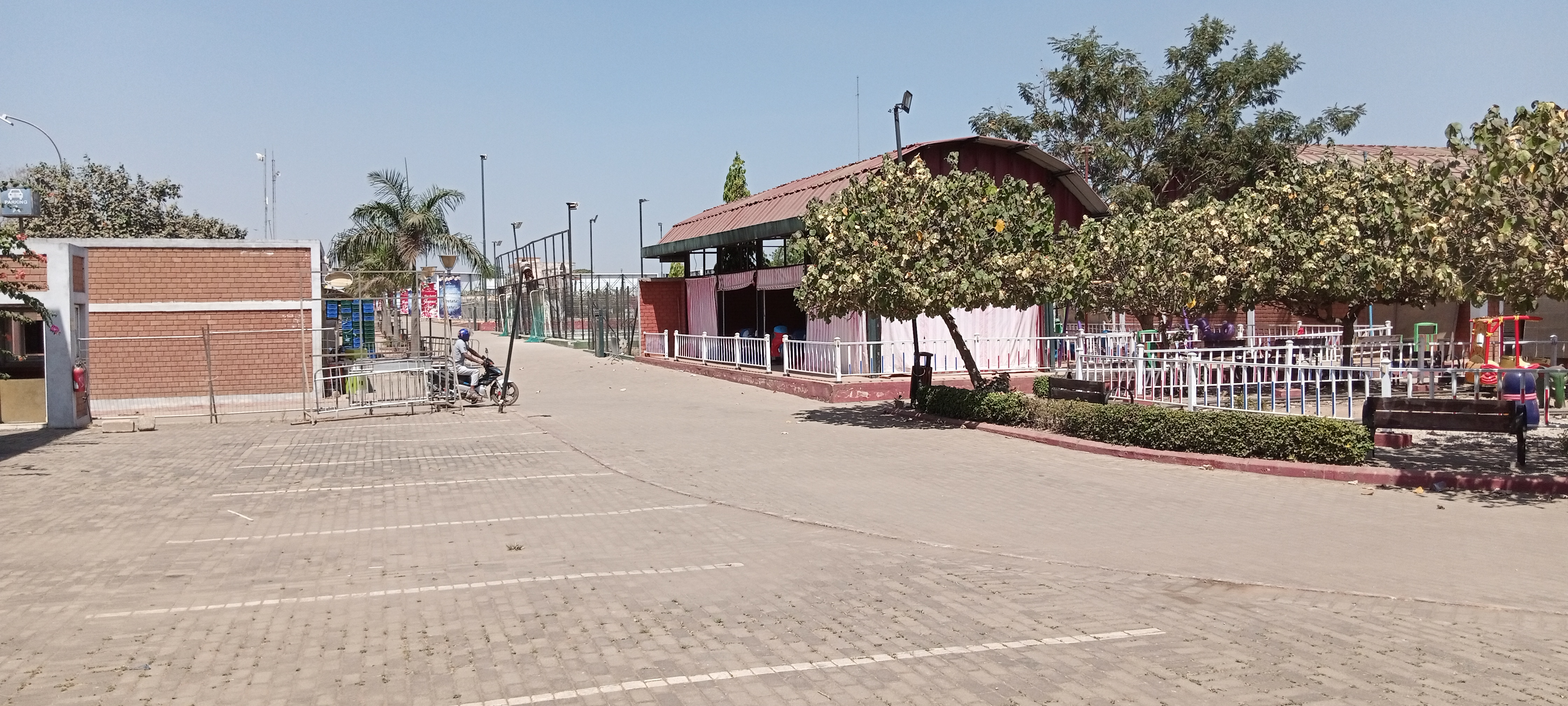
Vue sur la place en 2022.